# Narella japonicus
Narella japonicus is een zachte koraalsoort uit de familie Primnoidae. De koraalsoort komt uit het geslacht Narella. Narella japonicus werd in 1931 voor het eerst wetenschappelijk beschreven door Aurivillius. 